# Carlos Núñez Murias
Carlos Núñez (Segovia, 1974) fue desde mayo de 2021 presidente ejecutivo de Prisa Media, brazo mediático del grupo. El 26 de febrero de 2025 dimitió tras caer derrotado en la pugna interna por obtener una licencia de televisión en abierto, frente a su principal oponente, Joseph Oughourlian, presidente del grupo Prisa.

## Biografía
Ingeniero de Telecomunicaciones por la Universidad Politécnica de Valencia, Executive MBA por el IESE, PA en Artificial Intelligence por MIT, PA en Corporate Finance por el IE Business School y PADDB+ por The Valley Digital Business School.
Antes de su incorporación a PRISA, desarrolló una carrera profesional de más de 20 años en consultoría estratégica (Accenture y Oliver Wyman, donde fue partner), en energía (Unión Fenosa/Naturgy) y en medios de comunicación (Henneo), desarrollando múltiples proyectos de estrategia, digital y finanzas a nivel nacional e internacional.

### Trayectoria Profesional
Comenzó su carrera profesional en Andersen Consulting (actual Accenture). En el año 2000 pone en marcha junto con otros socios la startup de internet Verticalia, el primer integrador vertical de portales sectoriales para España y Latinoamérica. En 2001 se incorpora a Unión Fenosa dentro del área de inversiones, compañía en la que también trabajó en el departamento de Desarrollo y Estrategia Corporativa hasta 2005. Ese año, Núñez ficha por la firma internacional de consultoría estratégica Oliver Wyman, donde fue nombrado socio en 2012. 
Antes de su llegada al Grupo PRISA, Núñez desempeñó varios cargos de responsabilidad en importantes empresas del sector de la comunicación. Su carrera incluye roles clave en compañías de televisión y radio, donde ha liderado proyectos de expansión y reestructuración, siempre orientados hacia la innovación y la adaptación a las nuevas tecnologías y tendencias del mercado.
Entre sus cargos anteriores más destacados, se encuentra su participación en Atresmedia, una de las mayores corporaciones de medios de comunicación en España. En esta compañía, Núñez ocupó puestos de relevancia que le permitieron acumular una amplia experiencia en la gestión de contenidos y en el desarrollo de estrategias para medios digitales.

### Liderazgo en el Grupo PRISA
Carlos Núñez asumió el cargo de presidente ejecutivo del Grupo PRISA en 2021, con el objetivo de liderar la transformación digital de la empresa, así como de optimizar su modelo de negocio para enfrentar los desafíos de la industria. Bajo su dirección, PRISA ha trabajado para potenciar su presencia en el ámbito digital y mejorar la eficiencia operativa, centrándose en las sinergias entre sus divisiones de medios y en la expansión de su oferta de contenidos.